# Columna Carlos Marx
La Columna «Carlos Marx», también llamada Columna «Trueba-Del Barrio», fue una unidad de milicias que operó al comienzo de la Guerra civil española.

## Historia
La columna fue creada en Barcelona en julio de 1936, poco después del estallido de la Guerra civil. Fue organizada por el Partido Socialista Unificado de Cataluña (PSUC) y la UGT, contando inicialmente con unos 2000 efectivos. Entre los mandos de la columna estuvieron José del Barrio y Manuel Trueba, contando con el comandante de infantería Enrique Sacandell como asesor militar. La columna partió de Barcelona el 25 de julio, dirigiéndose al Frente de Aragón.
El 29 de julio ocupó Almudévar, un importante centro de comunicaciones en la zona, pero la columna se vio frenada cuando intentó conquistar Zuera. Desplegada en el sector de Huesca, la columna tuvo suvo su cuartel general en la localidad de Tardienta. Posteriormente se vio reforzada por otras columnas menores, como la «19 de julio».
En febrero de 1937 fue reconvertida en una división dentro del teórico «Ejército de Cataluña», aunque siguió manteniendo su autonomía y estructura miliciana. El PSUC y la UGT no apoyaban la iniciativa del ejército catalán, y apoyaban que las milicias de Cataluña y del Frente de Aragón adoptaran la estructura del Ejército Popular de la República. A comienzos de marzo de 1937 las fuerzas de la división «Carlos Marx» ascendían a 8373 hombres. En abril de 1937 fue definitivamente militarizada e integrada en la estructura del Ejército Popular de la República, siendo reconvertida en la 27.ª División —integrada por las brigadas mixtas 122.ª, 123.ª y 124.ª—.